# Portada/efemèride setembre 20
Sophia Loren
« 19 de setembre · 20 de setembre · 21 de setembre »